# Promerops
Els promeròpids (Promeropidae) són una família d'ocells, pròpia de la zona afrotròpica, que pertany a l'ordre dels passeriformes. Dins aquesta família només es consideraven els dos llépols del gènere Promerops, més tard s'hi van afegir tres gèneres fins aleshores situats als timàlids i amb els quals modernament s'ha creat la família Arcanatoridae.

## Taxonomia
Segons la Classificació del Congrés Ornitològic Internacional (versió 3.3, 2013) aquesta família està formada per un gènere amb dues espècies:
- Gènere Promerops, amb dues espècies:
  - Promerops cafer - llépol del Cap.[3]
  - Promerops gurneyi - llépol de Gurney.[4]